# David França Oliveira e Silva
David França Oliveira e Silva, ou simplesmente David (Araxá, 29 de maio de 1982) é um ex-futebolista brasileiro que atuava como volante.

## Carreira

### Goiás
O jogador chegou em 2012 no clube esmeraldino, e logo se tornou ídolo da torcida, foram mais de 210 jogos pelo clube e 11 gols marcados. 

## Títulos
Atlético Mineiro
- Campeonato Mineiro: 2000

Náutico
- Campeonato Pernambucano: 2001
- Taça Centenário do Clássico dos Clássicos: 2009

Atlético Paranaense
- Campeonato Paranaense: 2002
- Copa Sesquicentenário do Paraná: 2003

Yverdon-Sport
- Challenge League: 2005

Fluminense
- Copa do Brasil: 2007

Goiás
- Campeonato Goiano: 2012, 2013 e 2015, 2016
- Campeonato Brasileiro de Futebol - Série B: 2012

Santa Cruz
- Troféu Asa Branca: 2017

América MG
- Campeonato Brasileiro - Série B: 2017